# ニード・フォー・スピード アンダーグラウンド
『ニード・フォー・スピード アンダーグラウンド』 (Need for Speed: Underground) 略称NFSUGは、EA Black Box開発2003年米国のエレクトロニック・アーツによって発売されたレースゲームである。アーケードゲーム版は2005年にGlobal VRによって発売され、日本では2006年にコナミが輸入販売した。

## 解説
ゲーム内容はストーリーラインを有するキャリアモード、様々な有名ブランドのチューンパーツとビジュアルパーツで車をフルカスタマイズ出来るガレージモードを特徴としている。
全てのレースは、深夜公道にて行われる。アンダーグラウンドに登場する車種はニード・フォー・スピードシリーズの特徴だった高級スポーツカーではなく、日本車を中心としたインポートカーで構成されている。ちなみにプジョーやオペルといった、米国で正規に販売されていないクルマも登場する。
ニード・フォー・スピード　シリーズは日本ではあまり知名度が高いレースゲームとは呼べなかったが、本作が車種を日本車中心としたことで日本でも人気を博した。第8回CESA GAME AWARDSグローバル賞も受賞。
NFSUGは公道での違法なストリートレースとスポーツコンパクトのチューナー文化を題材としたため、自動車メーカーは自社の車が描写されることに非常に厳しかったと言われている。EAは"実車との性能、外観が異なること、法令を順守するよう。"などの注意書きをゲームの開始時に表示している。その上、登場車両はダメージモデルを持っておらず一切傷つかない。(但し、ゲーム中のドラッグレースにてアザーカーへの衝突、ジャンプ台からのジャンプの着地失敗などによって横転するとガラスが割れる。また、ドアミラーやナンバープレートも接触によりとれる）
このゲームではマシンチューニングの他に車体の見た目も重要であり、レースに参加しスタイルポイントを溜めるとビジュアルパーツが解除される。ビジュアルパーツにはエアロパーツ、アンダーネオン、バイナルグラフィックスなどが含まれる。ビジュアルパーツを多数装着しているとレピュテーション(評価)が上がり、レピュテーションが上がった分だけスタイルポイントの収得具合も倍増する。スタイルポイントはコーナーをスライドしながら曲がったり、段差などでジャンプし空中に浮いていた時間などでスタイルポイントが追加されていく。また通常のレースゲームではスタートは信号機か数字がカウントダウンされスタートするのだがNFSUGでは数字ではなくスターターが手を振り下ろした瞬間にスタートする。

## ゲームモード

### サーキット
2周以上を4台でコースを周回する、このゲームの標準レース。

### ノックアウト
サーキットのルールに1周ごとに最後尾の車両が脱落するというルールを加えたもの。

### スプリント
コースを周回するのではなく4台以下でスタート地点からゴール地点まで向かう。

### ドリフト
短い周回コースをドリフト走行し、車両が滑っている時に増えていく点数を競う。壁ギリギリでドリフトをしたり、高速や連続でドリフトするとスコアが大量加算される。ドリフトしている最中、壁に自車が衝突するとそのポイントは失効する。

### ドラッグ
短い直線コースを競う。ドラッグレースは他のレースと違い、車はレーンに沿って自動的にまっすぐ走る代わりに、プレーヤーはギヤチェンジと車線変更のみ行う。ギヤチェンジはドラッグレースの時だけタコメータが大きく表示され、回転数が上がって行き緑のマークが出たら次のギヤにシフトする。回転数が低いままギヤチェンジすると車の速度が上がるのに時間がかかり、逆に回転数を上げすぎるとエンジンブローを起こしてしまう。このレースで重要なのは最適な回転数でのギヤチェンジ、N2O使用のタイミングである。

### タイムトライアル
スプリントと基本は同じだが、敵車は無くタイムがカウントダウンされ0になるまでにゴール地点に向かう。(タイムトライアルはキャリアモードのみ)

## 登場人物
主人公
プレイヤーでありこのゲームで操作する人物。最初はアキュラ・インテグラを借りてレースに参加する。
サマンサ
このゲームのヒロイン。主人公に様々なアドバイスする。愛車はホンダ・シビック。ネコのバイナルが特徴的でファンシーなドレスアップを施している。
ストーリー中盤でエディーの代わりに主人公の勝負を受けることになるが、敗北後マシンにダメージを負ってしまい、修理費が払えずにTJに奪われてしまうが、主人公がピンクスリップでTJに勝利したため、再び彼女の元に返される。
TJ
整備工場のオーナー。主人公の実力を見極め、認めるとアップグレードパーツを提供してくれる。
ストーリー中盤でサマンサのシビックを奪って自分の物にし、後に彼女の車を賭けて彼と勝負することになる。この時彼が搭乗するシビックは雑な落書きで上塗りされている。
エディー
オリンピックシティで最速を誇る走り屋。「イーストサイダーズ」のリーダー。序盤のランキングトップ10内では下位だったが、ストーリーを進めていく内にすべてのレースの種類を制し、ランキングから抜けてストリートのキングとなる。愛車は日産・スカイラインGT-R。
チャド
「イーストサイダーズ」のメンバー。スプリントを専門としている。愛車は前半ではトヨタ・セリカ、後半ではホンダ・S2000に乗り換える。
カート
「イーストサイダーズ」のメンバー。サーキットを専門としている。愛車は前半ではアキュラ・RSX、後半ではマツダ・RX-7に乗り換える。
トッド
「イーストサイダーズ」のメンバー。ドラッグを専門としている。愛車は前半では三菱・ランサー、後半では三菱・エクリプスに乗り換える。
ホセ
オリンピックシティの走り屋の1人。サーキットを専門としている。愛車はフォルクスワーゲン・ゴルフGTI。
クラッチ
オリンピックシティの走り屋の1人。ドラッグを専門としている。愛車はダッジ・ネオン。
ダート
オリンピックシティの走り屋の1人。ドリフトを専門としている。愛車は日産・240SX。
メリッサ
エディーのガールフレンド。実は彼女が実質ストーリーのラスボスである。愛車は日産・350Z。

## 登場車両
日本車中心だが欧州や米国のハッチバックカーなども多数登場する。
- アキュラ・インテグラ タイプR (DC2) (2001年)
- アキュラ・RSX Type S (DC5) (2003年)
- ダッジ・ネオン クーペ (1999年)
- フォード・フォーカス ZX3 (2003年)
- ホンダ・シビック Si/SiR クーペ (EJ) (2000年)
- ホンダ・S2000 (2003年)
- ヒュンダイ Tiburon GT (2003年)
- マツダ・MX-5ミアータ (NB) (1999年)
- マツダ/アンフィニ・RX-7 (1995年)
- 三菱・エクリプス GSX (D32/38A) (1999年)
- 三菱・ランサーセディア (CS0) (2003年)
- 日産・240SX SE (RMS13) (1992年)
- 日産・350Z (Z33) (2003年)
- 日産・セントラ SE-R Spec V (B15) (2004年)
- 日産・スカイラインGT-R (BNR34) (1999年)
- プジョー・206 GTi/S16 (2003年)
- スバル・インプレッサ 2.5 RS (GD) (2003年)
- トヨタ・セリカ GT-S (T230) (2002年)
- トヨタ・スープラ (A80) (1998年)
- フォルクスワーゲン・ゴルフ 2.0 (2003年)

## EA TRAX
レースミュージックにはハードロック、パンク、エレクトロニカそしてメニューミュージックにはヒップホップが主に使われている。NFSUG2やNFSMWがでた今でもネット上では、ニード・フォー・スピード史上最高の選曲といわれている。
1. Overseer - Doomsday
2. The Crystal Method - Born Too Slow
3. Rancid - Out of Control
4. Rob Zombie - Two Lane Blacktop
5. BT - Kimosabe
6. Static-X - The Only
7. Element Eighty - Broken Promises
8. Asian Dub Foundation - Fortress Europe
9. Hotwire - Invisible
10. Story of The Year - And The Hero Will Drown
11. Andy Hunter - The Wonders of You
12. Junkie XL - Action Radius
13. Fuel - Quarter
14. Jerk - Sucked In
15. Fluke - Snapshot
16. Lostprophets - Ride
17. Overseer - Supermoves
18. FC Kahuna - Glitterball
19. Blindside - Swallow
20. Lil Jon & The Eastside Boyz - Get Low
21. Mystikal - Smashing The Gas (Get Faster)
22. Dilated Peoples - Who's Who
23. Nate Dogg - Keep It Coming
24. X-ecutioners - Body Rock
25. Petey Pablo - Need For Speed
26. T.I. - 24's